# Hoyleton
Hoyleton es una villa ubicada en el condado de Washington en el estado estadounidense de Illinois. En el Censo de 2010 tenía una población de 531 habitantes y una densidad poblacional de 273 personas por km².

## Geografía
Hoyleton se encuentra ubicada en las coordenadas 38°26′45″N 89°16′20″O / 38.44583, -89.27222. Según la Oficina del Censo de los Estados Unidos, Hoyleton tiene una superficie total de 1.95 km², de la cual 1.95 km² corresponden a tierra firme y (0%) 0 km² es agua.

## Demografía
Según el censo de 2010, había 531 personas residiendo en Hoyleton. La densidad de población era de 273 hab./km². De los 531 habitantes, Hoyleton estaba compuesto por el 93.79% blancos, el 5.08% eran afroamericanos, el 0% eran amerindios, el 0% eran asiáticos, el 0% eran isleños del Pacífico, el 0.56% eran de otras razas y el 0.56% pertenecían a dos o más razas. Del total de la población el 0.56% eran hispanos o latinos de cualquier raza.